# Bikini

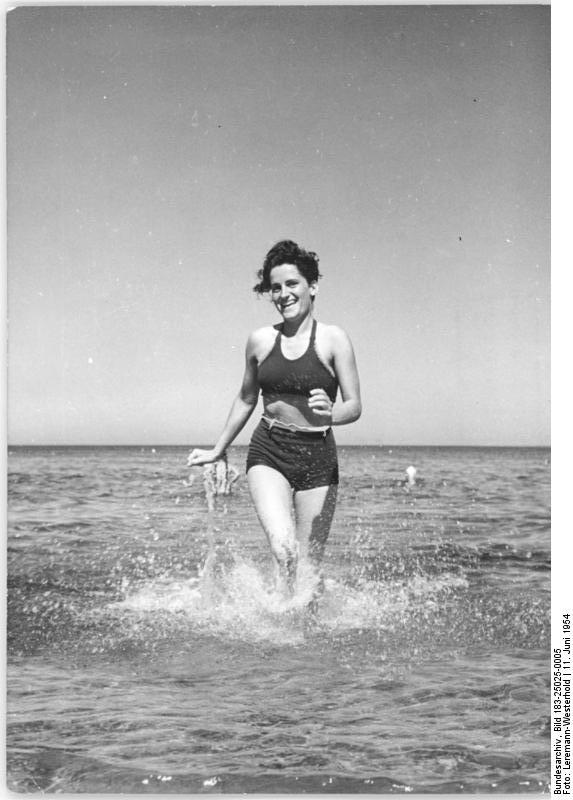
Badende in der Ostsee, 1952

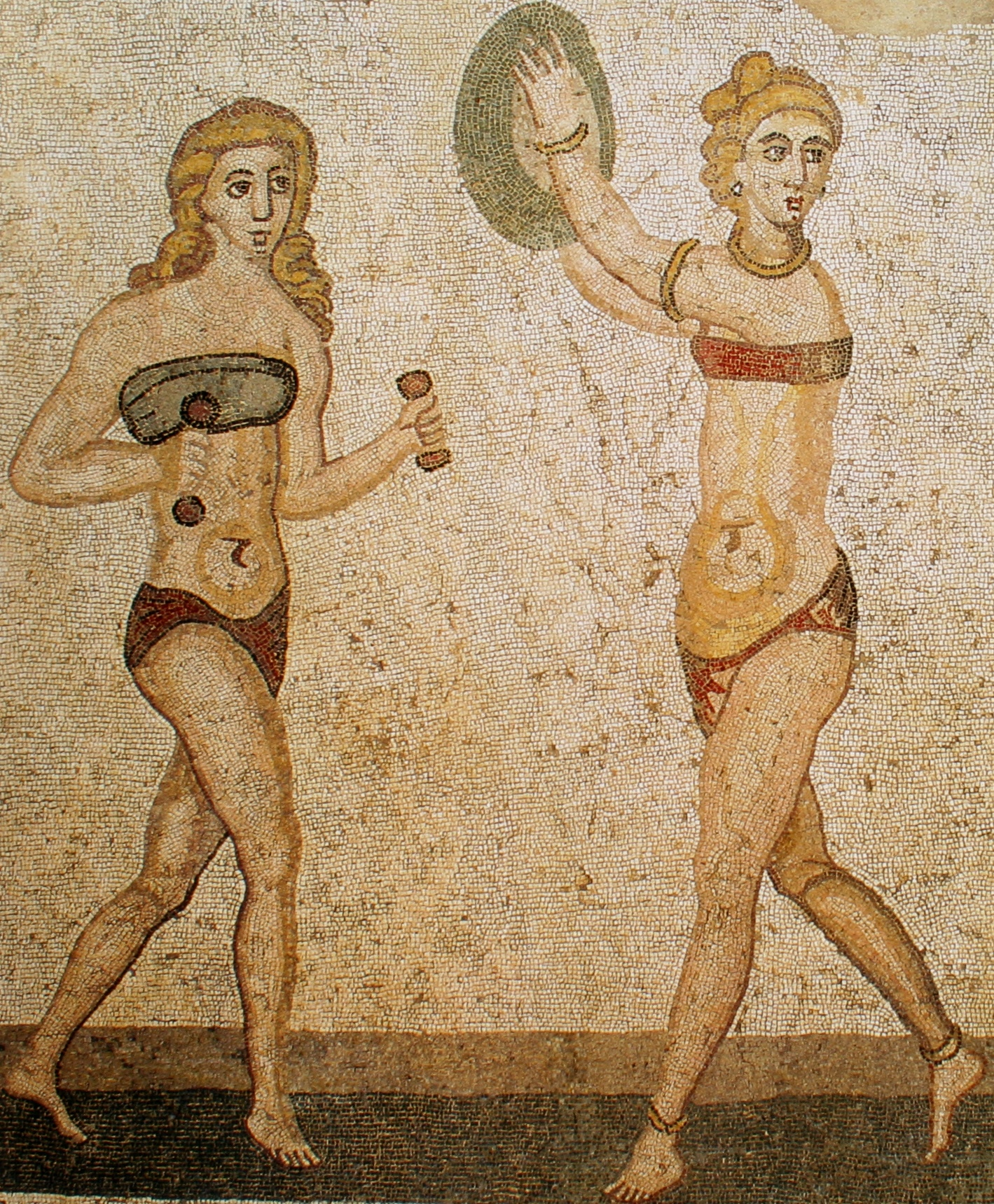
Römerinnen beim Sport (Mosaik aus der Villa Romana del Casale, um 350 n. Chr.)

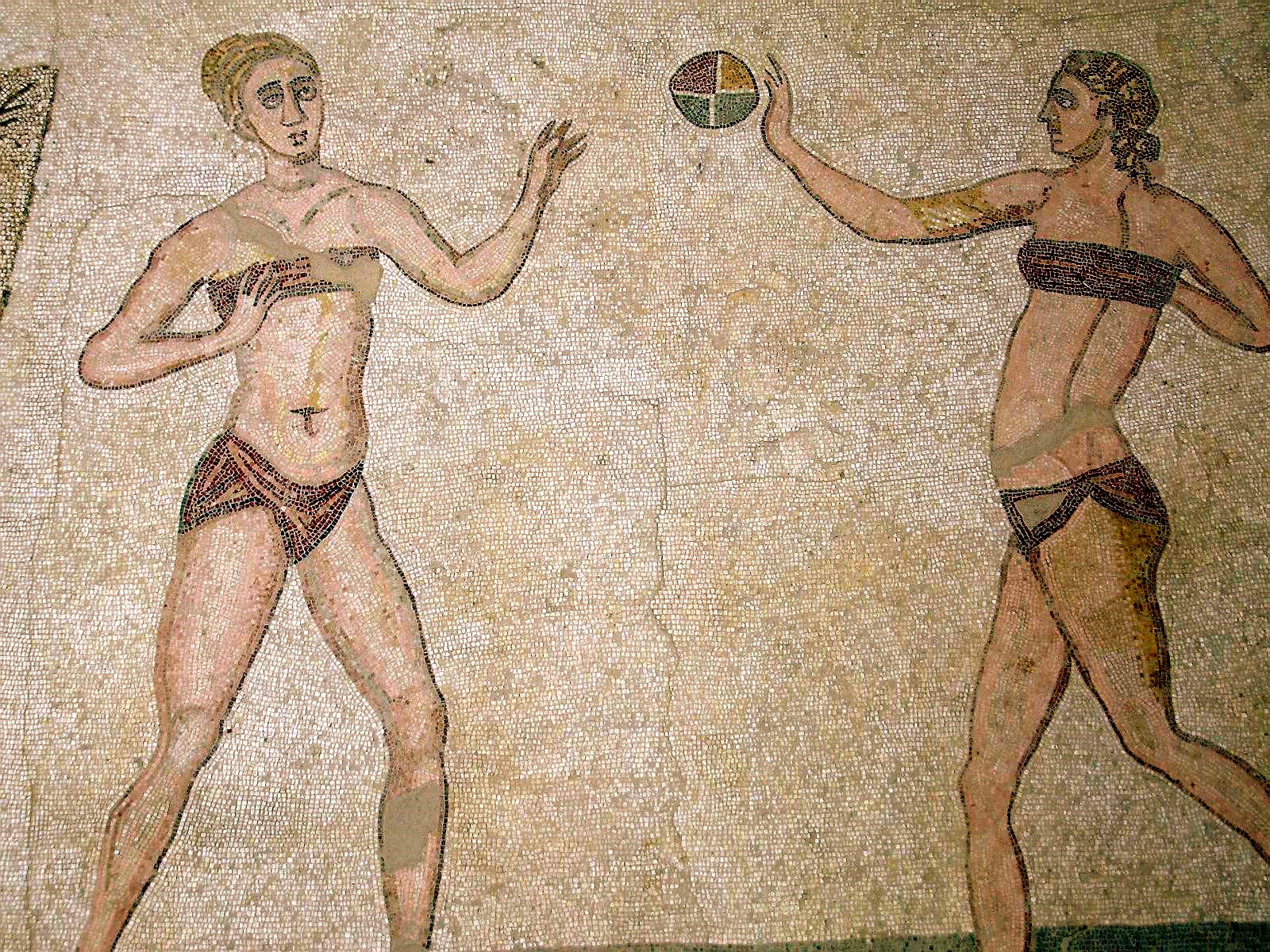
Harpastum spielende Römerinnen (3. Jhd.)

Der Bikini ist eine zweiteilige Badebekleidung für Frauen. Er ist nach dem Bikini-Atoll benannt.

## Geschichte des Bikini

### Altertum
Dem heutigen Bikini ähnliche Zweiteiler wurden schon in der Antike getragen. Dies belegen antike Wandmalereien und ein antikes Mosaik aus dem vierten Jahrhundert nach Christus in der Villa Romana del Casale bei Piazza Armerina in Sizilien. Neun von ursprünglich zehn dargestellten römischen Sportlerinnen trugen Bikinis.
Attische Schalen von 440 v. Chr. sowie Mosaiken aus dem 4. Jahrhundert n. Chr. dokumentieren die frühe Existenz der Zweiteiler. Junge Frauen tragen hier kurze Hosen und Brustbänder, die dem heutigen Bikini ähneln.

### Frühes 20. Jahrhundert

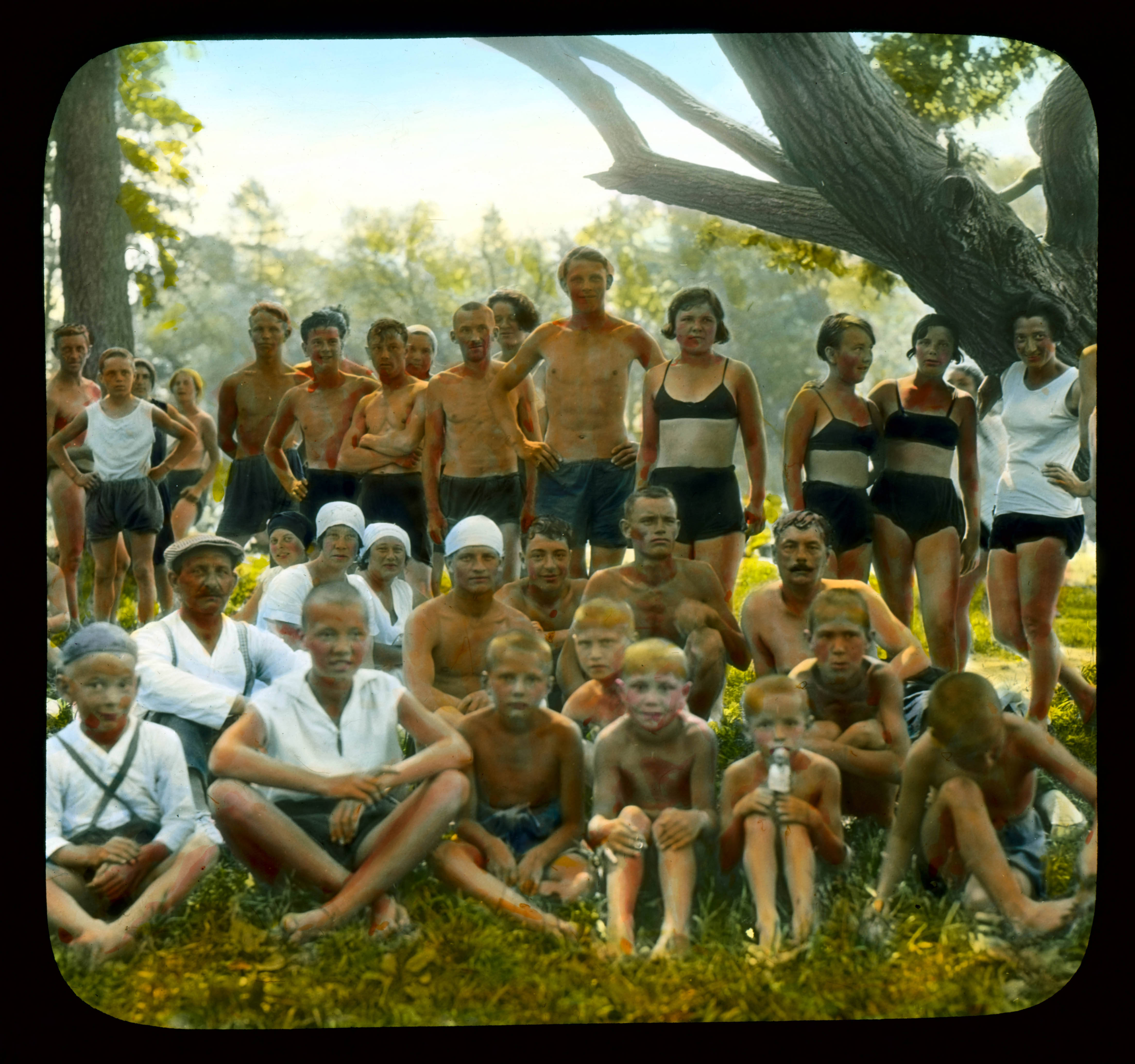
Badegäste am Strand der Jelagin-Insel in St. Petersburg, 1931

Der Freiburger Valentin Lehr kreierte um 1900 zweiteilige Bademode, die ausschließlich von Anhängern der Freikörperkultur getragen wurde. Um 1920 wurden Damenbadeanzüge aus Jersey-, Trikot- und Seidenstoffen hergestellt. Frauen, die in der Öffentlichkeit zu viel nackte Haut zeigten, wurden am Strand verhaftet. Der Trend wandelte sich in den 1930er Jahren von der „vornehmen Blässe“ zur „gesunden“ Bräune. In Deutschland wurde der US-amerikanische Zweiteiler „Palm-Beach-Combination“ zunehmend populär. Das Unterteil war ein kurzer Rock oder eine miederartige Hose, das Oberteil ähnelte einem BH.

1932 wurde der Zwickelerlass vom Preußischen Reichskommissar und dem Innenminister Franz Bracht verhängt. Er untersagte das Tragen eines Zweiteilers in der Öffentlichkeit. Die Nationalsozialisten verschärften die Normen der Badekleidung. Ausschließlich Einteiler mit Beinansatz waren erlaubt. Trotzdem trug u. a. Eva Braun Zweiteiler und der Bikini wurde auch weiterhin in den Printmedien gezeigt, so z. B. auf dem Titelblatt der Zeitschrift Der Stern 1939. Auf einem Filmplakat zum Film Sophienlund aus dem Jahr 1943, unter der Regie von Heinz Rühmann, ist die Schauspielerin Hannelore Schroth in einem zweiteiligen Badeanzug dargestellt und in dem Film in diesem zu sehen.

#### Nach dem Zweiten Weltkrieg
Namensgebend für den Bikini war das Bikini-Atoll, ein Territorium der Marshallinseln. Am 1. Juli 1946 warf eine US-amerikanische B-29 über dem Bikini-Atoll die erste Atombombe der Nachkriegszeit ab und leitete damit eine Testserie von 23 Kernwaffentests ein. Louis Réard wählte daraufhin „Bikini“ als Produktnamen und ließ ihn am 5. Juli 1946 im Pariser Bad Piscine Molitor von der Nackttänzerin Micheline Bernardini der Öffentlichkeit präsentieren. Das zeitgenössische Marketing nutzte die Assoziation zu dem exotischen Südsee-Atoll und an die durchschlagende Wirkung einer Atombombe, die mit der revolutionären Veränderung der Kleiderordnung in Verbindung gebracht werden sollte. Atomtests waren damals noch mit den Wertungen „fortschrittlich“, „durchschlagend“, „sensationell“, „aufregend“ usw. besetzt. Die negativen Spätfolgen kamen erst in den 1970er Jahren ins öffentliche Bewusstsein, als die bleibende Verseuchung des Atolls bekannt wurden. Weiterhin kann man das Bi- in Bikini volksetymologisch mit „zwei“ assoziieren (vgl. Monokini).
1946 versuchten auch Jacques Heim (entworfen 1932) und Bart Louis einen zweiteiligen Badeanzug, den sie beide jeweils „Atom“ nannten, herauszubringen. Der Produktname „Atom“ konnte sich aber nicht durchsetzen. Es gibt Spekulationen, dass sich der „Atom“-Bikini wegen des Namens nicht durchsetzen konnte, da sich der Name im Schatten von Hiroshima als ungeeignet erwies. In der Atomeuphorie der 1950er Jahre galt die Atombombe jedoch noch als Allheilmittel für die verschiedensten zivilisatorischen und militärischen Probleme.
Ebenfalls 1946 trug die deutschbrasilianische Künstlerin Miriam Etz erstmals einen selbstgeschneiderten Zweiteiler als Badeanzug an einem Strand in Rio de Janeiro, womit sie Aufsehen erregte.
In dieser Zeit konnte sich das Kleidungsstück noch nicht durchsetzen, da es in vielen Badeorten verboten war, u. a. in Italien, Spanien, Portugal und an der französischen Atlantikküste. 1949 wurde der Bikini von der französischen Polizeipräfektur am Mittelmeer erlaubt. In Hollywoodfilmen, die dem Hays Code unterlagen und bei US-amerikanischen Schönheitswettbewerben kam der Bikini nicht vor.
In der Mode in den 1950er Jahren wurden Wespentaille, runde Hüften und ein voller Busen zum Schönheitsdiktat. Die Badeanzüge wurden mit einem figurmodellierenden Innenleben versehen, das die Taille zusammenschnürte und die Brust anhob. Zweiteiler waren dafür ungeeignet und kamen aus der Mode. Jedoch gibt es Aufnahmen mit Marilyn Monroe im Bikini von 1953. Auch trug die damals noch relativ unbekannte Brigitte Bardot bei den sechsten Internationalen Filmfestspielen von Cannes 1953 einen rosa karierten Bikini. Im darauffolgenden Jahr warb die US-Vogue: „Bedeckt: der Badeanzug des Jahres 1954 … der Badeanzug als Kleid – angezogen, nicht ausgezogen – langärmelig, hochgeschlossen, tailliert oder ausgeschnitten wie ein Kleid“. 1959 schrieb das Frauenmagazin Constanze: „Bikinis stehen wieder hoch im Kurs“. 1960 dominierten Einteiler. Sie wurden durch Strand-Capes ergänzt, die Frau darüber trug. Der Bikini verschwand danach beinahe komplett aus den Frauenmagazinen und wurde nur noch vereinzelt erwähnt. „Die Bademode 1960 bevorzugt Bikinis, Anzüge mit kleinen Ärmeln und Shortformen“.

#### 1960er Jahre

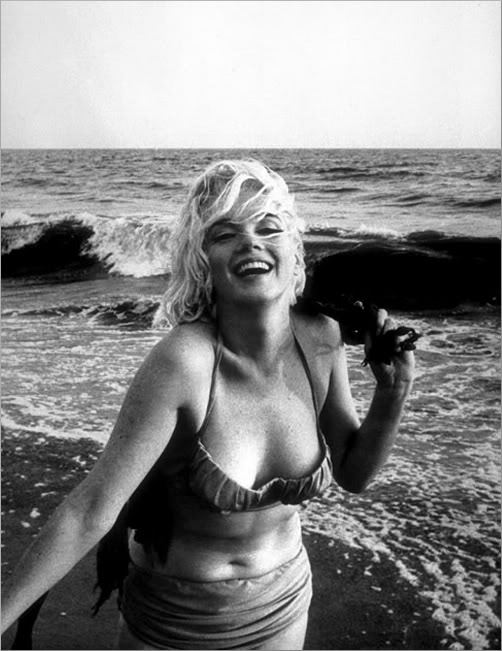
Marilyn Monroe (1962)

Brian Hyland widmete 1960 dem Bikini den Schlager Itsy Bitsy Teenie Weenie Yellow Polka Dot Bikini, der weltberühmt wurde und u. a. von Dalida unter dem Titel Itsi bitsi petit bikini gecovert wurde.
1962 bemühte sich die Zeitschrift Freundin um ein Comeback des Bikinis: „Zwei Jahre lang hat man den Bikini totgesagt, mit Erfolg, dass er in diesem Jahr noch häufiger und verführerischer auftaucht“.
Ursula Andress verschaffte dem Bikini wieder Popularität, weil sie im ersten James-Bond-Streifen 007 jagt Dr. No (1962) im Bikini auftrat; ihr Dr.-No-Bikini wurde 2001 auf einer Auktion für etwa 60.000 Dollar an einen Sammler verkauft und wurde das bis dato teuerste Stück Badebekleidung. Auch das neue Kinogenre der Strandfilme „warb“ für den Bikini. Er wurde häufig als dramaturgisches Accessoire eingesetzt: „Brave Mädchen trugen einen Badeanzug und die weniger braven traten im Bikini auf“. 1963 erlosch die Bikini-Euphorie erneut. Er wurde durch Badeanzüge verdrängt, die die Zweiteiligkeit vortäuschten. Ihre Oberteile waren andersfarbig oder anders gemustert als ihre Unterteile, zusätzlich verstärkte ein Gürtel die optische Täuschung der Zweiteiligkeit.
1965 wurde das Tragen von Bikinis an einigen Stränden toleriert. Auf dem Münchener Viktualienmarkt war es jedoch verboten. Als das 17-jährige Fotomodell Ilonka dort 1965 im Bikini posierte, musste sie an drei Wochenenden Sozialstunden leisten.
Mitte der 1960er wurde das Wirtschaftswachstum deutlich spürbar. Mit ihm brach eine neue Ära der Jugendrevolution an, mit der auch ein kommerzieller Jugendmarkt entstand. Gleichzeitig wurde eine „Sexwelle“ losgelöst. „Sex sells“ lautete ein Werbeslogan. „Mit einem Schuss Sex ließ sich der Umsatz nicht nur bei Zeitungen, Illustrierten, Büchern und Filmen steigern. Vom Autoreifen bis zum Schuppenshampoo setzte die Werbung erstmals vollkommen hemmungslos auf die neue Wunderwaffe“.

#### Gegenwart
In der Gegenwart gibt es unterschiedliche Modeströmungen. Einerseits gibt es vor allem in den USA und Lateinamerika sogenannte Microkinis – ausgesprochen knapp geschnittene Bikinis. Zum anderen verwenden manche islamische Frauen den ganzen Körper bedeckende Badebekleidung, sogenannte Burkinis (aus „Burka“ und „Bikini“).

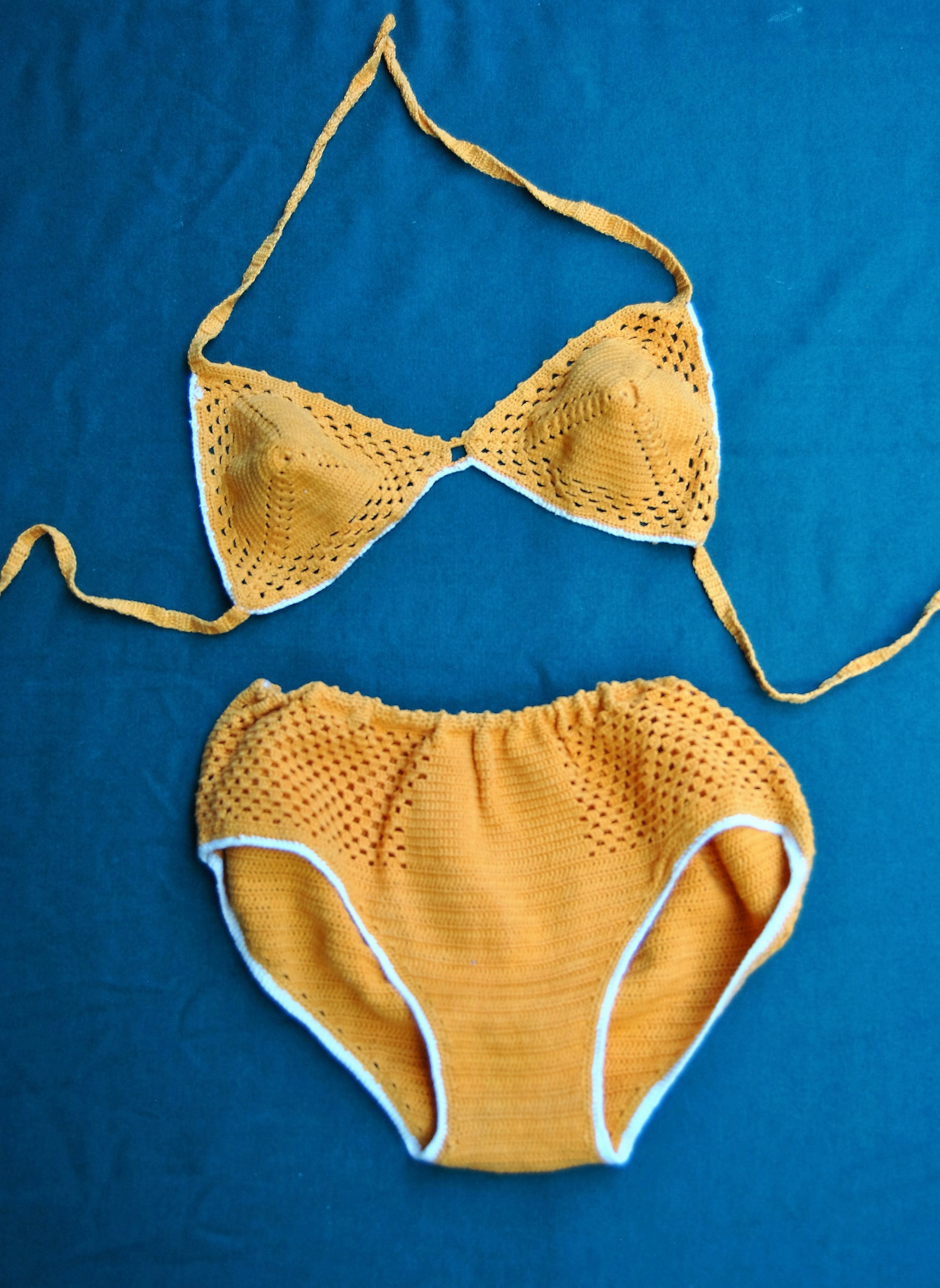
Gehäkelter Bikini aus den 1970er Jahren, Museum Smederevo
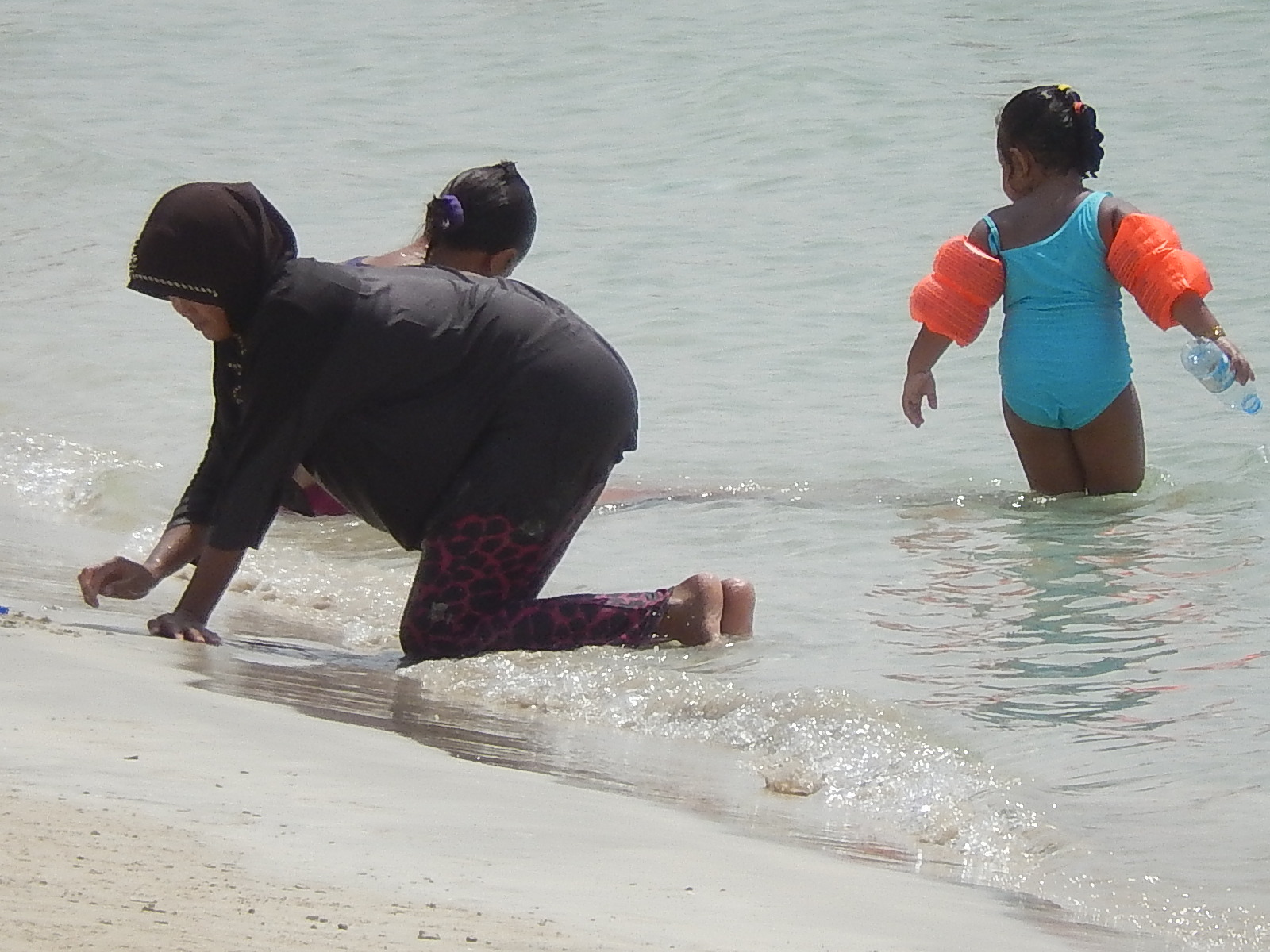
Burkini, 2013
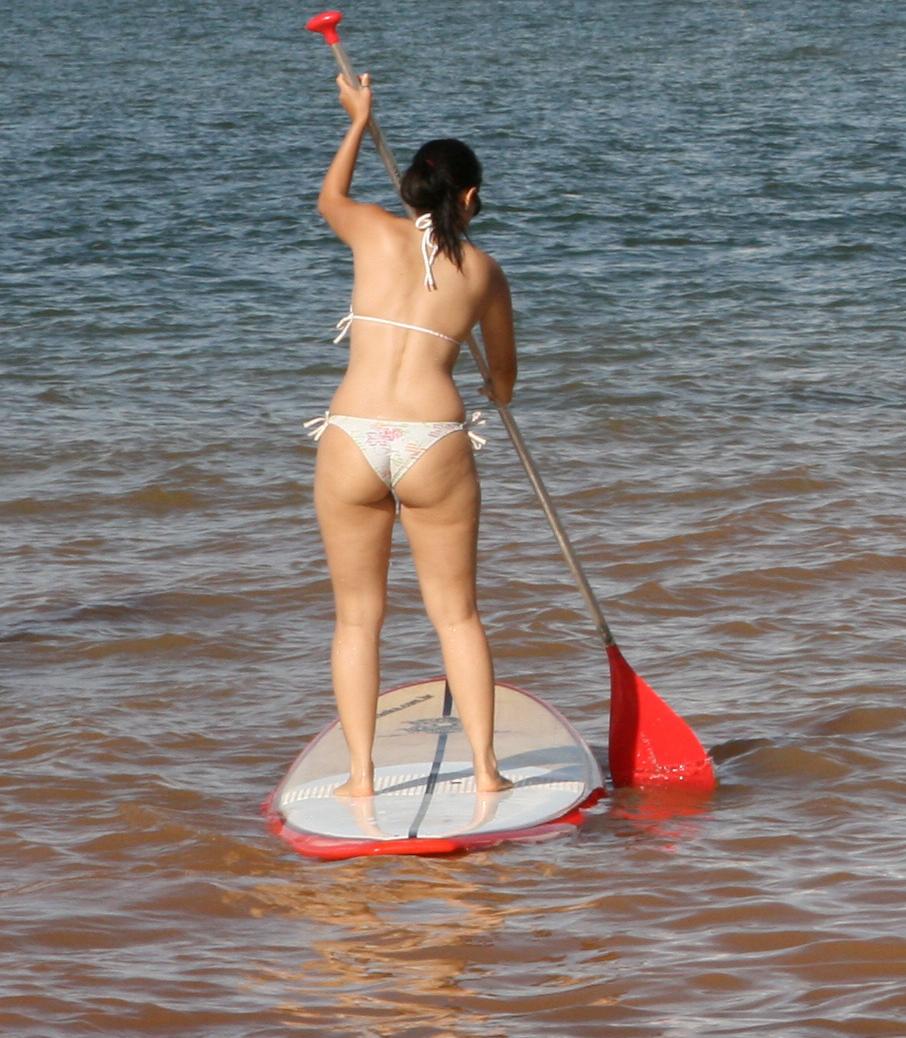
Stehpaddlerin, 2010
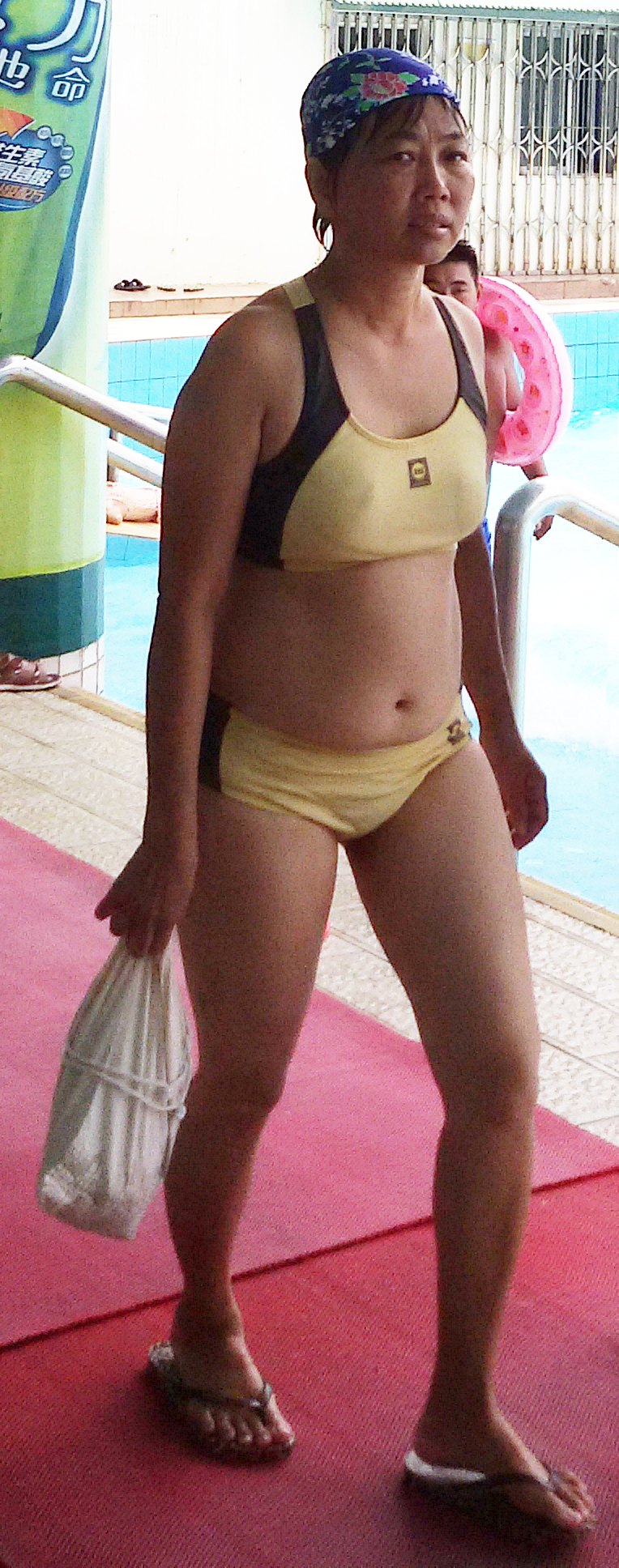
Schwimmerin mit Sportbikini, 2016
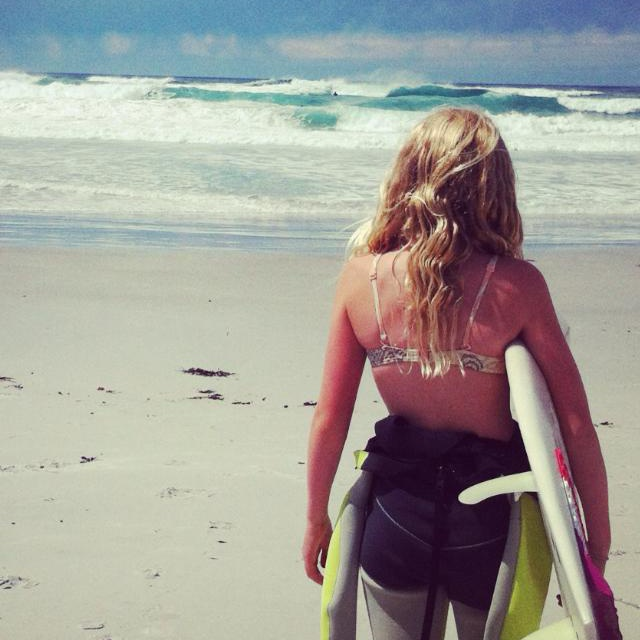
Surferin mit Bikini als Unterwäsche unter Neoprenanzug, 2016

## Varianten

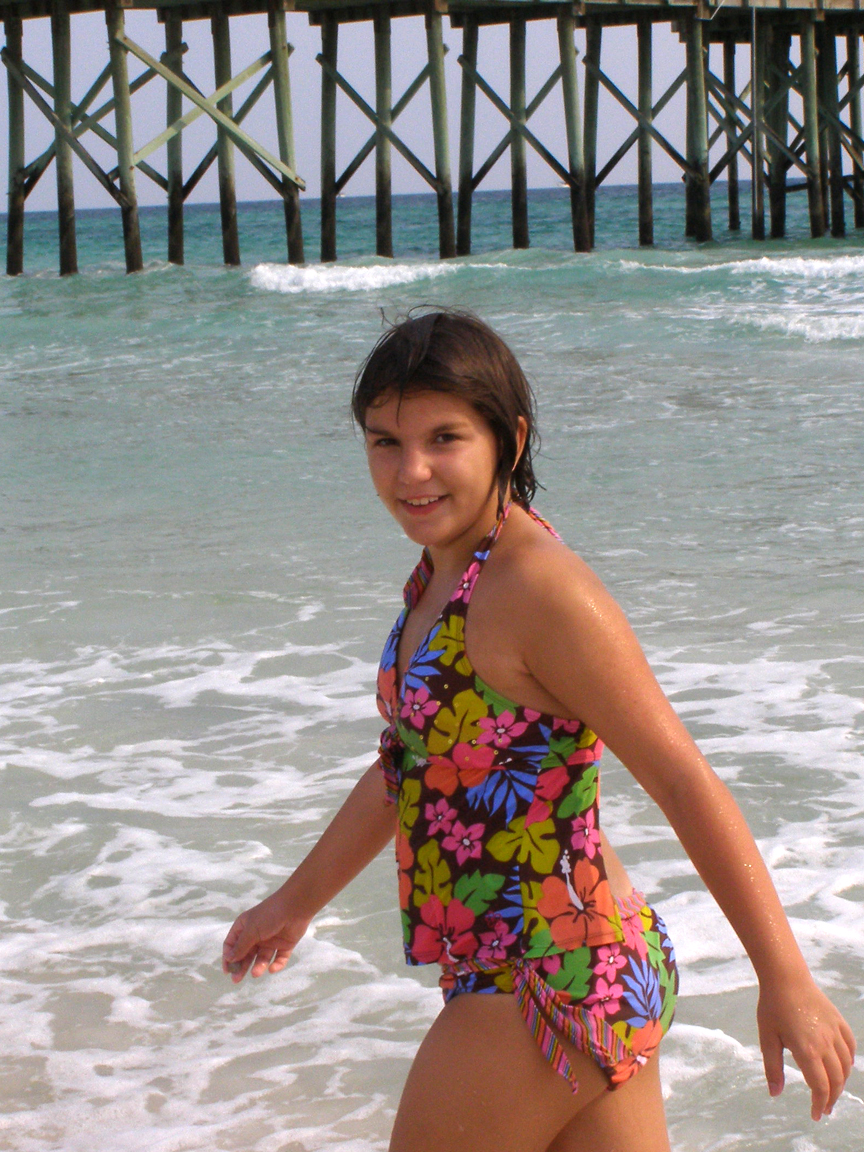
Frau im Tankini (2006)

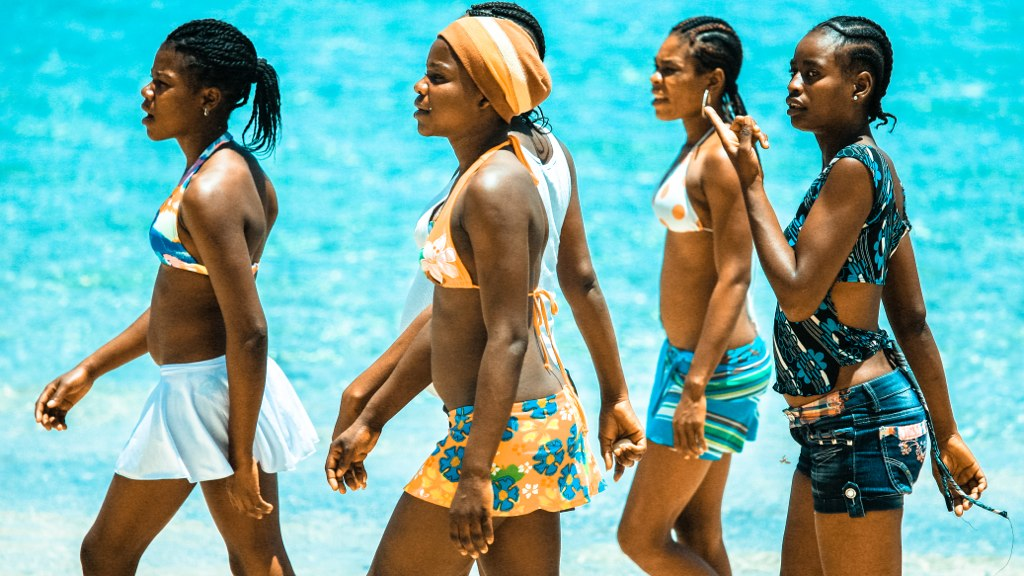
Bikinis mit Rock und Tankini mit Shorts, Haiti 2012

Es gibt Sportbikinis, die für sportliches Schwimmen geeignet sind. Bei einem Mixkini werden Hose und Oberteil getrennt voneinander erworben. Meist werden mehrere Hosen und Oberteil-Varianten angeboten. Ober- und Unterteil können in verschiedenen Größen gewählt werden.

### Bikini-Oberteile
Bikini-Oberteile sind meist entweder auf dem Rücken und im Nacken oder vorne mit einem Verschluss versehen. Sportbikini-Oberteile werden meist wie ein T-Shirt über den Kopf gezogen. Es gibt Oberteile mit Bügeln oder Push-up-Einlagen. Außerdem gibt es verschiedene Schnittformen:
- Triangel-Oberteil, Bandeau-Top, Neckholder, Bustier
- Ein Tankini-Oberteil bedeckt wie ein Tank Top einen Teil des Bauches.

### Bikini-Hose
Die Hosen sind entweder „am Stück“ oder seitlich zu binden.
- Hipster, Panty, Hot Pants bzw. Bade-Shorts, Tanga, String
- Rock

### Diverse
Der Mankini ist eine Randerscheinung, eine Badehose mit Schulter- bzw. Hosenträgern, die über die Brustwarzen laufen. Bekannt wurde er durch den Film Borat (2006). Ein Mankini-Verbot half dem Badeort Newquay, sein Image zu verbessern.
Ein Microkini ist ein Triangel-Bikini, der nur Geschlechtsteile und Brustwarzen bedeckt. Er entstand als Reaktion auf Nudismusverbote mit dem Ziel, der Freikörperkultur weiterhin nahe zu sein, ohne aber gegen die Regeln zu verstoßen.

## Bikini im Beachvolleyball

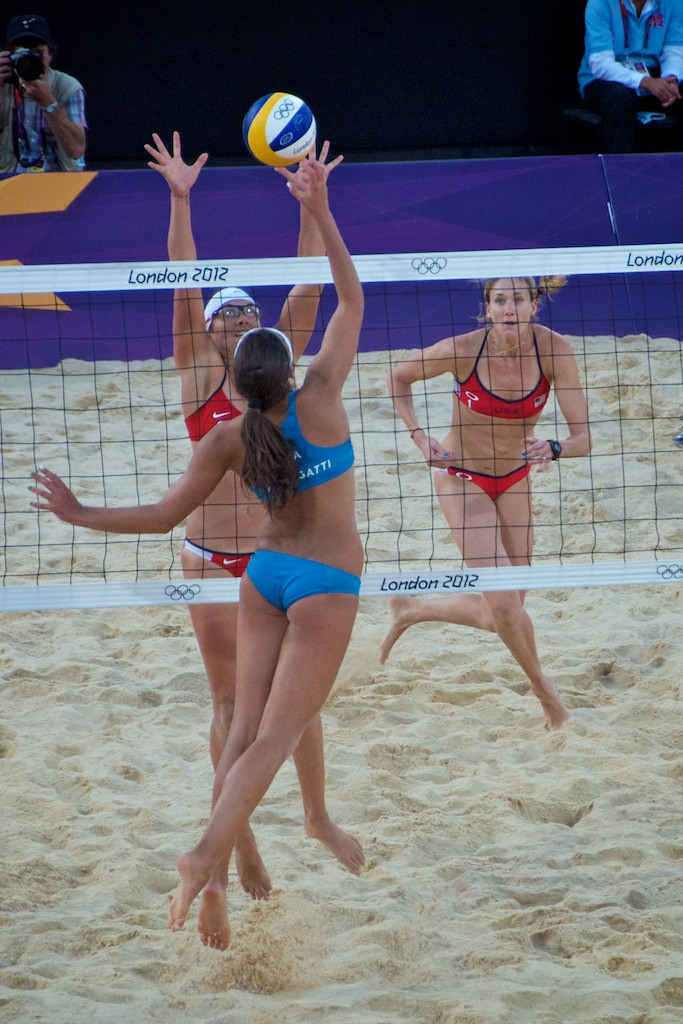
Beachvolleyballerinnen (2012)

Der Volleyball-Weltverband FIVB (Fédération Internationale de Volleyball) hat 2012 die Kleiderordnung geändert. Bis dahin gab es eine Vorschrift, dass Damen im Beachvolleyball Bikini tragen mussten. Nun gestattet der FIVB auch Hosen bis drei Zentimeter über dem Knie. Bei 15 Grad oder weniger sind auch Leggins erlaubt. Zudem können die Sportlerinnen Halbarm-Oberteile tragen. Diese müssen, wie alle Teile, enganliegend sein.

## Rezeption
In Bad Rappenau gibt es ein Bikini-Museum namens BikiniARTmuseum.
Das Wort „Bikini“ hat in Wortzusammensetzungen wie Bikinizone, Bikini Waxing oder Bikinifigur Eingang in die deutsche Sprache gefunden.